# Libres del Sur

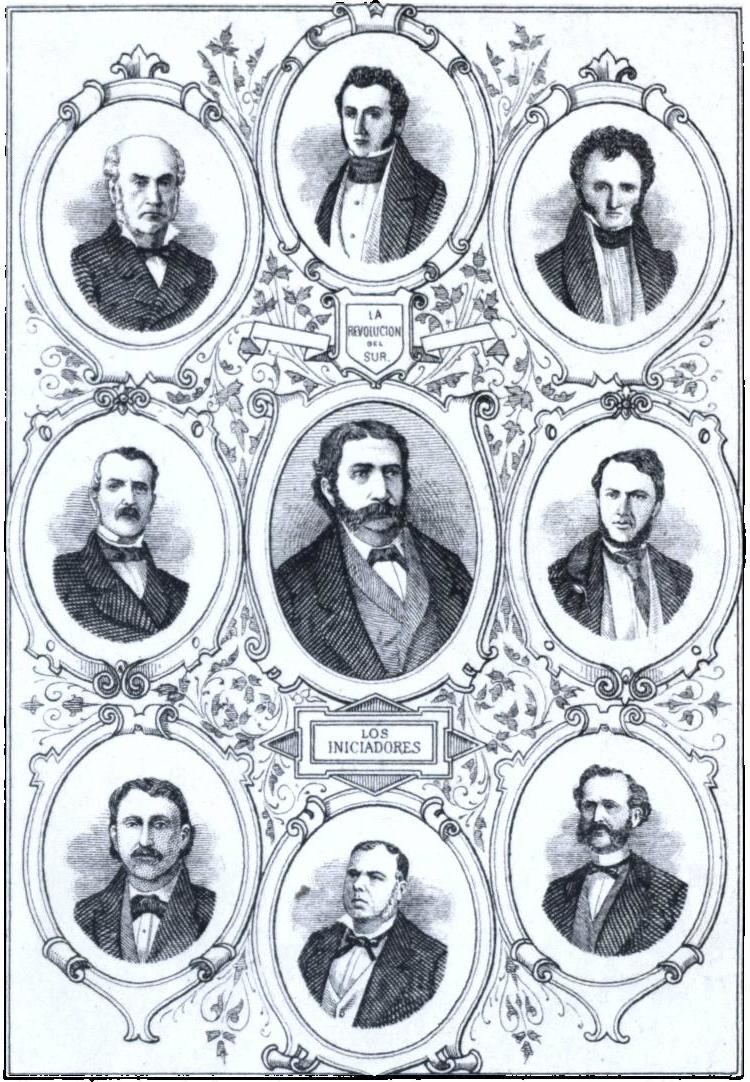
Iniciadores de la revolución:
M. Martínez Castro - F. Ramos Mejía - Leonardo D. Gándara - M. Ramos Mejía - P. Castelli - Francisco B. Madero - A Barragán - J. Ferrari - E. Ramos Mejía.

Se denomina Libres del Sur al movimiento de oposición y revolución contra el gobierno de Juan Manuel de Rosas, ocurrido en el entonces sur de la provincia de Buenos Aires, Argentina, a fines del año 1839. Logró dominar los pueblos más importantes de la zona en esa época —Dolores, Chascomús y Tandil— pero fue aplastado rápidamente en la batalla de Chascomús, del 7 de noviembre de ese año.

## Las causas
El gobernador Rosas había sido elegido para ese cargo en 1835, con "la Suma del Poder Público". Eliminó a sus opositores más destacados, aún a los asociados al partido federal y especialmente a los unitarios. Ejerció su gobierno con el apoyo de los sectores populares, medios, el ejército y los ganaderos. El sustento de estos últimos parecía al principio muy sólido, ya que los intereses de los hacendados eran eficazmente defendidos por un gobierno que tomaba sus decisiones en función de un modelo económico agroexportador.
Pero hacia 1838 surgió un nuevo frente de oposición, con la generación romántica, de jóvenes que tenían como ideal de "civilización" la cultura francesa. En el conflicto de Rosas con Francia, el gobernante se mantuvo impasible frente a las presiones de la potencia europea, que cambió las condiciones económicas y sociales. La flota de guerra francesa bloqueó el Río de la Plata y los "románticos" tomaron partido abiertamente contra su gobierno, y en favor de los agresores.
El bloqueo significó la interrupción -al menos parcial- del comercio exterior de la provincia de Buenos Aires. No solo los sectores altos perdieron la oportunidad de importar bienes e ideas desde Europa, sino que se trabó el comercio de exportación, del que dependía la economía de la ciudad. Peor aún fue el efecto del bloqueo sobre las exportaciones ganaderas, de las cuales dependía casi exclusivamente la zona rural de la provincia. Los grandes propietarios de campos hacían casi todas sus ventas directa o indirectamente al mercado exterior. Al verse éstas interrumpidas, la comercialización de sus productos se hizo muy difícil y los precios cayeron rápidamente.
El gobierno de Rosas se enfrentó con una caída muy significativa de los ingresos fiscales, que dependían en su gran mayoría de los derechos del comercio exterior. Para subsanarlo, recurrió a la tierra pública; ésta estaba en manos, en su mayor parte, de beneficiarios del sistema de enfiteusis, esto es, de personas que -desde hacía tiempo- arrendaban las tierras provinciales por largos períodos, por los cuales pagaban cánones de alquiler muy bajos. Rosas suspendió la renovación de los contratos y exigió la devolución de esas tierras, o la compra inmediata por parte de sus arrendatarios. La enfiteusis era la principal forma de tenencia de la tierra en el sur de la provincia, especialmente al sur del río Salado. Rosas aprovechó esta política para vender los campos únicamente a sus partidarios y les negó tal derecho a quienes él sospechaba no le eran incondicionales.
Pese a la eficacia demostrada por los rosistas en la eliminación de sus adversarios, aún había en la ciudad y en parte de la campaña opositores a sus métodos políticos y a las acciones perpetuados por la Mazorca. Pero los ganaderos que se unieron a la oposición -especialmente en el sur de la provincia, base del poder y prestigio de Rosas antes de su regreso al gobierno en 1835- solamente lo hicieron cuando se encontraron con sus ingresos seriamente restringidos, y frente a la obligación de pagar grandes sumas a corto plazo o, lo que fue la determinante, cuando se presentaron a comprar las tierras dadas en enfiteusis y Rosas les negó -selectivamente- la venta. Su principal motivación era económica.

## La conspiración de los Maza y los hacendados
Los emigrados unitarios centraban su accionar en Montevideo; allí ayudaron a Fructuoso Rivera a derrocar al presidente Manuel Oribe, con la alianza de los franceses. Coligados a su vez al nuevo gobierno, se dedicaron a tratar de derrocar a Rosas, y alentaron toda clase de empresas en su contra, desde editar periódicos críticos a su gobierno, hasta atentados criminales. Y, por cierto, organizando y financiando campañas militares contra Rosas y sus aliados en el interior del país. Encontraron un eficaz jefe de éstas en el general Juan Lavalle, que organizó un ejército pequeño, pero dotado con gran cantidad de oficiales, en la isla Martín García.
En la ciudad de Buenos Aires se formó un grupo de conspiradores que planearon derribar a Rosas de su gobierno por medio de un golpe de Estado. En su mayor parte estaba formado por los jóvenes románticos, pero en el grupo figuraban también algunos jefes militares. Para ponerse al frente del movimiento militar eligieron a un líder prestigioso y bien relacionado, Ramón Maza; este era hijo del presidente de la Sala de Representantes provincial, del partido federal y amigo personal de Rosas, el abogado Manuel Vicente Maza.
El grupo conspirador de la capital intentó coordinar sus acciones con el de Montevideo y los estancieros descontentos, para llevar adelante un movimiento de gran amplitud: la insurrección de las tropas de la capital dirigidas por Maza, el alzamiento de los hacendados del sur de la provincia, y el avance del ejército de Lavalle desde el norte de la Provincia hacia la capital.
En el norte de la provincia, la mayor parte de las estancias eran propiedad plena de los ganaderos y la enfiteusis solo afectaba a pocos hacendados. Por otro lado, en esa zona existía, aunque pequeño, un mercado de ganado vacuno que comercializaba su producción en los puertos del río Paraná, en dirección a otros mercados. De modo que los efectos del bloqueo francés y de las exigencias fiscales de Rosas eran menores en esa zona, por lo que los conspiradores encontraron muy poco apoyo en esa parte de la provincia. Por eso el plan se modificó, y pidieron a Lavalle que desembarcara en algún punto del sur de la provincia, en lo que el general estuvo inicialmente de acuerdo. El punto elegido fue el Rincón de Ajó, donde se encuentra actualmente el pueblo de General Lavalle.
Los conspiradores no estaba seguros de quiénes podrían apoyarlos, y en su desesperada búsqueda de colaboradores se tornaron muy poco discretos. Pronto Rosas estuvo al tanto de los preparativos, aunque dejó hacer, para poder enterarse de todos los detalles. Al recibir un aviso sobre la revolución que se tramaba en el sur de la provincia, respondió ordenando al juez de paz de Dolores que le enviara presos a la capital a los conspiradores más destacados; la idea era saber más, pero el juez de paz adujo no saber de ningún conspirador. Por su parte, los líderes del movimiento reunían periódicamente a los gauchos en sus estancias, con la excusa de tareas rurales y fiestas, y los adiestraban en sus ideas revolucionarias. Dado que los gauchos idolatraban a Rosas, sus planes debieron ser presentados en forma bastante ambigua.

## El asesinato de Manuel Maza y el fusilamiento de Ramón Maza
Mientras tanto, a fines de junio se supo en el sur de la provincia que los conspiradores de la capital estaban listos para lanzarse a la revolución. Pero Rosas también lo sabía, y ordenó el arresto del coronel Maza. Su padre intentó salvarlo de alguna manera, pero fue asesinado en su despacho. Al día siguiente, Ramón Maza era fusilado, y sus aliados huyeron de Buenos Aires en los días siguientes.

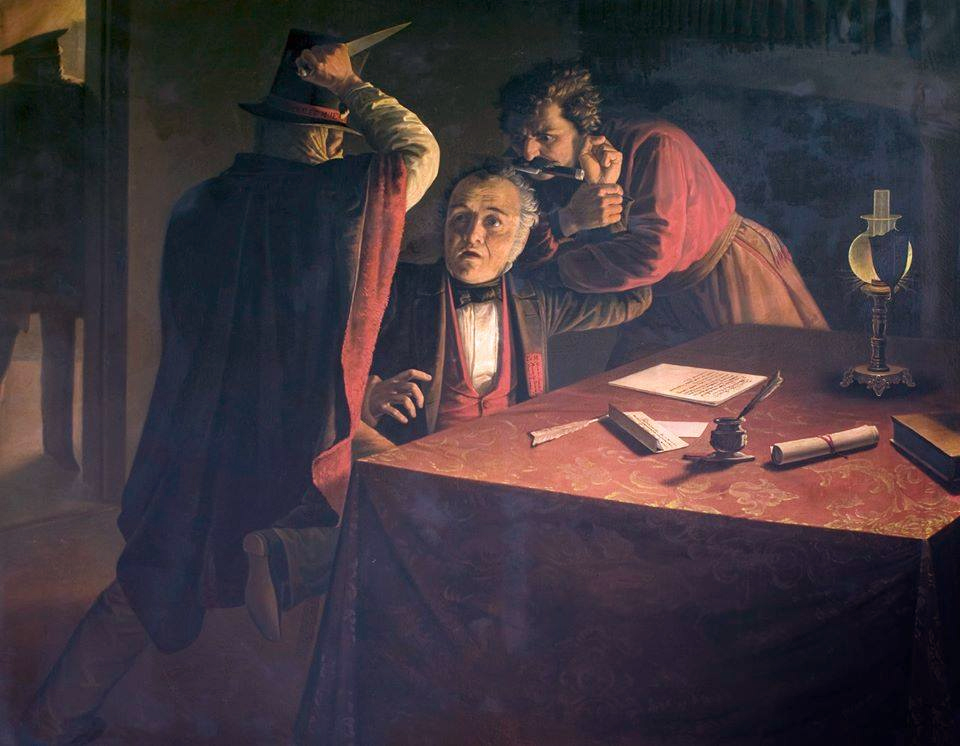
Asesinato de Manuel Vicente Maza. Óleo del pintor Benjamín Franklin Rawson. Sala Federal del Complejo Museográfico Provincial "Enrique Udaondo", ciudad de Luján, provincia de Buenos Aires.

## Los Libres del Sur quedan solos
Los hacendados del sur quedaron sin el apoyo de la capital, pero aún contaban con Lavalle. Este comenzó a embarcar sus tropas, pero cuando estaba a punto de zarpar supo que el gobernador de Entre Ríos, Pascual Echagüe, había invadido el Uruguay. Algunos hacendados de Entre Ríos -de los cuales pasaría a la historia el después general Manuel Hornos- solicitaron a Lavalle que utilizara su ejército para atacar la provincia, aprovechando la ausencia del gobernador. También el presidente Rivera pidió a Lavalle que cortara los suministros del invasor de su país; y por último, también fue de esa idea el jefe de la escuadrilla francesa en que debía moverse Lavalle.
De modo que Lavalle se dirigió a Entre Ríos, y el 8 de septiembre ocupó Gualeguaychú. El día 22 de ese mes venció al gobernador sustituto Vicente Zapata en la batalla de Yeruá. Los hacendados del sur de Buenos Aires no supieron de ese cambio de planes hasta después de iniciado el alzamiento.
El juez de paz de Dolores recibió una nueva intimación de parte de Rosas, y entonces los conspiradores se lanzaron a la acción. Sus jefes militares eran los coroneles Ambrosio Crámer, un antiguo oficial de Napoleón Bonaparte afincado en la zona que hoy es Lezama; Pedro Castelli, hijo del prócer de la Independencia Juan José Castelli; y Manuel Leoncio Rico, un oficial de carrera descontento con Rosas.
También fue invitado a unírseles el coronel Nicolás Granada, pero este se mantuvo leal a Rosas. Cuando sus compañeros de armas lo acusaron de connivencia con los revolucionarios, se quitó sus insignias de oficial y tomó un fusil como soldado raso. El gesto le devolvió la confianza de sus oficiales, que lo confirmaron al frente de su regimiento.

## El Grito de Dolores
Los revolucionarios, reunidos en las orillas de la Laguna del Durazno, decidieron emprender la campaña el día 6 de noviembre. Pero la noticia de que Rosas estaba al tanto de sus movimientos y reunía tropas para oponérseles los obligó a adelantarse.
En la madrugada del 29 de octubre de 1839, llegó a Dolores el comandante Rico con algunos acompañantes; golpeó la ventana de la casa del juez de paz Tiburcio Lens y le ordenó reunir al pueblo. Al despuntar el día, los tambores redoblaron llamando a generala, a la que respondieron ciento setenta vecinos armados, que fueron arengados por Rico:

«Compañeros: nos hemos reunido aquí con el objeto de elegir para el partido de Dolores un nuevo comandante militar y otro juez de paz, que respondan y apoyen el levantamiento de la campaña del Sur contra el gobernador Juan Manuel de Rosas... este pueblo heroico, cansado de tanta humillación y amenazado en la vida y en los intereses de sus hijos, se pone en armas. ¡Juremos todos no dejarlas hasta que hayamos dado en tierra con el amo y el último de sus esclavos! ¡Patriotas del Sur! ¡Viva la libertad, abajo el tirano Rosas!»

Rico fue nombrado comandante general de las milicias, y se realizaron varios actos simbólicos en repudio a Rosas. Entre ellos, sacaron el cuadro del gobernador que se exhibía en la iglesia parroquial, lo escupieron y pisotearon.
El cuartel general fue instalado cerca del antiguo cementerio de Dolores, donde se reunieron unos 1.500 vecinos y gauchos. Al día siguiente se les unió Crámer, que encontró a los amotinados completamente desorganizados y muy mal armados; se dedicó de inmediato a organizar en ejército en todo lo que pudo, logrando algunos avances. El 1.º de noviembre se les unió el comandante José Mendiola, que insurreccionó Chascomús.

## La batalla de Chascomús

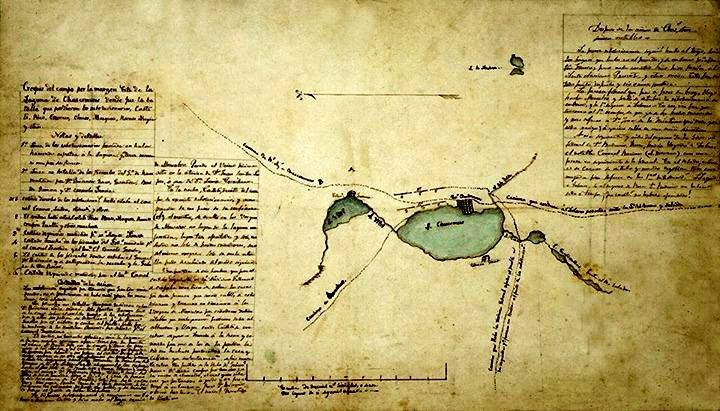
Batalla de chascomús

En los primeros días de noviembre llegó a Dolores la noticia de que Lavalle se ha desviado de su ruta original. Rico decidió que no tenía sentido esperar un apoyo que no llegaría, y prefirió avanzar hacia la capital: trasladó sus tropas hacia Chascomús.
El movimiento intentaba acelerar las acciones militares, para evitar que Rosas reunirá más tropas e intentara convencer a los gauchos de abandonar a sus jefes. Al adelantar los hechos, los revolucionarios evitaron deserciones en su propio campo, pero a la vez postergaron el adiestramiento militar.
Por orden del gobernador, su hermano el coronel Prudencio Rosas avanzó desde Azul hacia el norte, incorporando a las tropas del coronel Granada, que se había movilizado desde Tapalqué. Reuniendo algunos refuerzos enviados desde las cercanías de la capital, se dirigió hacia Chascomús. Llevaba orden de desarmar inmediatamente a todos los paisanos revolucionarios y ordenarles que se dirigieran a sus casas.
El ejército de los llamados "Libres del Sur" estaba acampado en las orillas de la Laguna de Chascomús cuando, en la madrugada del 7 de noviembre, llegó la noticia de que las fuerzas de Granada habían entrado al pueblo. Hasta ese momento, los revolucionarios seguían creyendo que Granada venía a unírseles, ya que un estanciero de apellido Otamendi había confirmado esa noticia, creyendo así levantar la moral a sus tropas. Por ello salieron a recibirlo en formación de desfile.
Granada los atacó con toda su fuerza, desorganizando el campamento. Una rápida respuesta de los revolucionarios recompuso la situación, y el mismo Prudencio Rosas huyó del campo de batalla, llegando hasta el cercano pueblo de Ranchos, desde donde escribió a su hermano el gobernador que todo estaba perdido.
Por su parte, Granada recompuso sus fuerzas, reunió a los dispersos de Prudencio Rosas y -con la colaboración de uno de los oficiales del ejército de Rico, que cambió de bando- derrotó a los revolucionarios. Crámer murió en el campo de batalla. Los demás jefes militares y la mayor parte de los estancieros comprometidos en la revolución huyeron. En su mayor parte, los gauchos se rindieron.

## Los vencidos
Enterado de la victoria, Prudencio Rosas regresó a Chascomús, donde se asignó a sí mismo el mérito de la victoria. A continuación proclamó que el gobernador sabía que los gauchos habían sido llevados a la fuerza o engañados a luchar contra su jefe natural y el Partido Federal. Por consiguiente, estaban indultados; los puso en libertad y los envió a sus casas. De esa manera, Rosas se ganaba la gratitud de los gauchos y se evitaba ulteriores problemas.
La mayor parte de los estancieros y oficiales huidos del campo de batalla, guiados por Rico, huyeron hasta la costa de la Bahía de Samborombón. Algunos conspiradores que no habían participado del movimiento, entre ellos el otro hermano de Rosas, Gervasio, dieron aviso a la escuadra bloqueadora francesa, que se acercó a la costa y embarcó a los fugitivos. Muchos civiles se instalaron en Montevideo, mientras los militares y algunos hacendados se unieron al ejército de Lavalle, que ya se había trasladado a Corrientes.
Por su parte, Castelli se había separado del resto de la tropa y cayó asesinado por la partida que lo perseguía; su cabeza fue puesta en lo alto de una pica de la plaza de Dolores durante siete años. Una leyenda -o una versión de la realidad- cuenta que después de años de estar exhibida en la plaza de Dolores, una noche de tormenta la cabeza de Castelli cayó de su lugar; una anciana la recogió con su hijo y la enterraron en el cementerio del pueblo, aunque nunca se identificó el lugar donde habría sido enterrada.
El 1 de diciembre de 1839, el gobernador Rosas publicó el “Pliego que manifiesta los principales motores y Cebecillas de la sublevación en los partidos de Dolores y Monsalvo”. El documento detalló las personas que murieron, las que fueron encarceladas, las que escaparon y el número de cabezas de ganado que tenían.
En este manifiesto figuraron, entre otros: Pedro Castelli (muerto y propietario de 4000 ganados vacunos), Ambrosio Cramer (francés, muerto y dueño de 6000 ganados vacunos), Domingo Lastra (muerto, dueño de dos establecimientos, uno en Chascomús y otro en Pescado Castigado, con 5000 cabezas de ganado vacuno), Marcelino Lastra (embarcado, tenía una estancia en Monsalvo con 8.000 animales), Felipe Miguens (preso en Buenos Aires, poseía 12.000 ganados vacunos), Benito Miguens (cabecilla, preso en Dolores y con establecimiento en Monsalvo, tenía 97.400 ganados vacunos), Anselmo, Francisco y Bernabé Sáenz Valiente (embarcados a Montevideo, tenían en total unos 25.000 ganados vacunos). 
El manifiesto también detalló los nombres de capataces, algún pulpero, mayordomos de estancias y hasta negociantes. 
Si bien en el pliego no figuraron la totalidad de las personas que participaron de la revuelta, las que allí quedaron documentas eran dueños de 275.400 cabezas de ganado vacuno.

## Tandil
Aproximadamente para la misma fecha de la Batalla de Chascomús, había tenido lugar en Tandil otro alzamiento, en apoyo de los Libres del Sur. Pero este nunca llegó a coordinarse con el que había estallado en Dolores y Chascomús.
La revolución fue ampliamente apoyada en los pagos del Fuerte Independencia por muchos ganaderos y comerciantes, entre ellos Egaña, Miguens, Córdoba, Vázquez, Díaz, Arroyo, Miró, Abiaga, Zárate y Zelarrayán. Contaron también con la ayuda del general de la independencia Eustoquio Díaz Vélez, el más importante estanciero y hacendado local, quien sumó a sus gauchos y paisanos a la revuelta.
Los sublevados tomaron pacíficamente el Fuerte durante unos días, pero Rosas envió contra ellos al coronel Echeverría desde Tapalqué al mando de tropas y de muchos indios aliados. Conociendo los aborígenes su superioridad numérica, inmediatamente asaltaron Tandil, destruyéndola. Solo pudo salvarse un recinto amurallado donde se refugió el propio Echeverría con sus soldados. Los aborígenes se llevaron cautivos a las mujeres y los niños. Tal fue la magnitud del saqueo que de seiscientas personas que vivían en el Fuerte solo quedaron dos docenas de vecinos según Echeverría fue auxiliado por el general Ramírez a través del coronel Aguilera, quien a marcha forzada llegó al Fuerte. Frente a ello, los indígenas abandonaron el pago arreando en su retirada miles de cabezas de ganado.
Los revolucionarios fueron arrestados y sus bienes confiscados. Idéntica suerte sufrió Eustoquio Díaz Vélez, aunque meses después —debido a su prestigio personal— se le permitió exiliarse con su familia en Montevideo. Como consecuencia del fracaso revolucionario Rosas cambió de nombre al partido de Tandil por el de Chapaleofú, que se conservó hasta 1854.

## Consecuencias
Durante el resto del año, y en los primeros meses del año siguiente, algunas correrías de bandoleros hicieron sospechar que la revolución podía repetirse, pero la situación fue gradualmente controlada.
Las persecuciones prosiguieron hasta bien entrado 1840, donde la Mazorca entró masivamente en acción, en especial en el ámbito de la capital Buenos Aires y la campaña adyacente.
Echagüe fue derrotado en la batalla de Cagancha, y Lavalle invadió con tropas correntinas la provincia de Entre Ríos; allí se enfrentaron en dos batallas indecisas,  hasta que Lavalle se trasladó hacia la provincia de Buenos Aires. Allí recibió alguna ayuda de los hacendados del norte de la provincia, pero ninguna de los del sur. Todo apoyo a su causa había desaparecido. Más tarde, Lavalle se retiró hacia el norte del país, se sumó a la Coalición del Norte y fue derrotado y muerto. Poco antes moría también Manuel Rico. Según la opinión de Vicente Sierra:

«La historia de la empresa que en Martín García fue denominada Legión Libertadora, y al mando de Lavalle partió de dicha isla, cumpliendo una campaña que terminó con la muerte de su jefe, ha sido escrita con tono épico, poético y hasta novelesco. La verdad es que la cosa no da para tanto.»

El gobernador Rosas, el 16 de septiembre de 1840, dictó un decreto por el cual confiscó las propiedades de los traidores salvajes unitarios que participaron en la fracasada revolución. El decreto fue publicado en La Gaceta el 20 de ese mes. La expoliación alcanzó todo tipo de bienes, tanto muebles como inmuebles, urbanos y rurales. Ellos estaban destinados a reparaciones y a premios otorgados a particulares y a ayudar a los gastos de la guerra. Fueron más de 400 las personas que sufrieron confiscaciones a sus propiedades. Al mismo tiempo las cifras de ganado confiscado se calculó en: 659.000 animales vacunos, 226.000 lanares y 70.300 caballos.
Rosas logró conservar su gobierno y su base de poder de origen rural por doce años más. Entre las decisiones estratégicas que tomó, estuvo la de dividir en varios partidos nuevos el sur de la provincia de Buenos Aires. El 23 de diciembre de ese año de 1839 creó 14 nuevos partidos, de los cuales los de Pila y Tordillo fueron desprendimientos del Partido de Dolores. Esta división fue interpretada como un castigo al pueblo de Dolores por haber sido sede de la revolución. Aunque la economía y la población de Dolores se resintieron, aquella fue tomada también por razones de eficiencia administrativa y de estrategia política.